# Biegenbrück

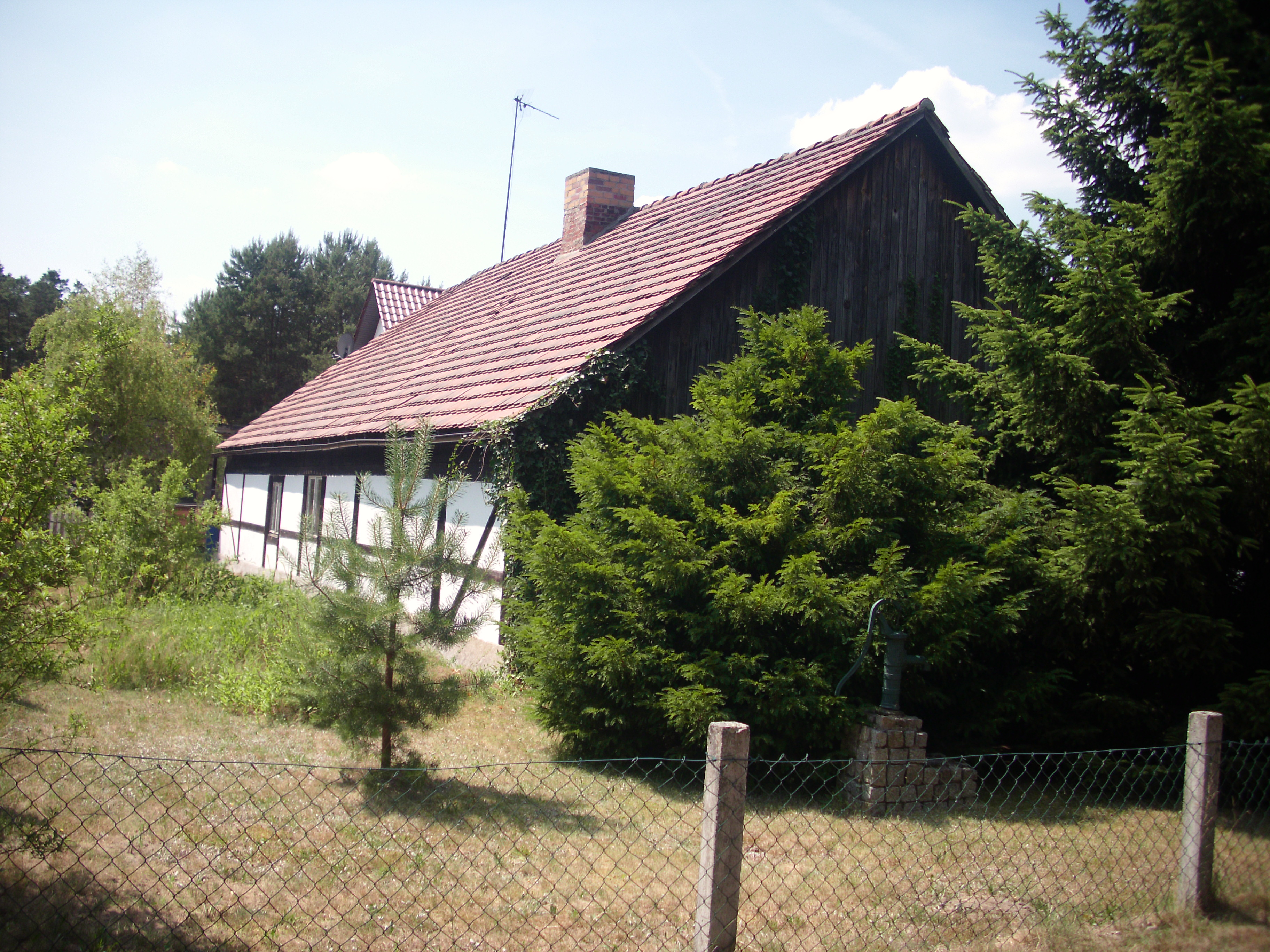
Denkmalgeschütztes Kolonistenhaus

Biegenbrück ist ein Gemeindeteil der amtsangehörigen Stadt Müllrose südöstlich von Berlin im Landkreis Oder-Spree in Brandenburg. Müllrose ist Sitz des Amtes Schlaubetal.

## Geografie
Biegenbrück liegt etwa 4 km nordwestlich der Kernstadt von Müllrose am Oder-Spree-Kanal. 2 km nordöstlich von Biegenbrück liegt Dubrow, ein weiterer Gemeindeteil der Stadt Müllrose. 4,5 km westlich liegt der Wohnplatz Neuhaus im Ortsteil Neubrück der Gemeinde Rietz-Neuendorf.

## Geschichte
Das Gebiet, in dem Biegenbrück liegt, gehörte 1665 vermutlich zu Biegen, das der Große Kurfürst Friedrich Wilhelm am 1. September 1665 von der Familie v. Röbel erworben hatte (zusammen mit ¾ des Dorfes Pillgram und dem Dorf Hohenwalde). Der Kauf erfolgte im Zusammenhang mit dem Bau des Friedrich-Wilhelm-Kanals in den Jahren 1662 bis 1668. Der Große Kurfürst wandelte diese Erwerbung in ein Domänenamt um, und gründete das Amt Biegen. Vermutlich wurde hier nur wenig später beim späteren Biegenbrück eine Brücke über den Kanal angelegt. 1704 wurde diese Brücke erstmals genannt. In der ersten Hälfte des 18. Jahrhunderts war das inzwischen stark vergrößerte Amt Biegen mehrfach an Günstlinge der russischen Zarenfamilie verliehen. Von 1713 bis 1727 gehörte es Alexander Danilowitsch Menschikow, der aber 1727 in Ungnade fiel und nach Sibirien verbannt wurde. Friedrich Wilhelm I. entzog ihm daraufhin auch das Amt Biegen. 1721 wird die „Fürstl. Mentschikoffsche Heidereiterei nebst 2 Paar Hausleuten, die ihre kleine Wohnung allda haben“ genannt. Heidereiter ist eine ältere Bezeichnung für Oberförster. 1729/30 war das Amt Biegen anscheinend an Amtmann Hartmann verpachtet, bevor es Friedrich Wilhelm I. am 19. Juni 1731 dem Geliebten der russischen Zarin Anna Ernst Johann von Biron verlieh. Nach dem Tod der Zarin Anna wurde Biron am 20. November 1740 verhaftet und nach Sibirien verbannt. Daraufhin zog Friedrich Wilhelm I. das Lehen am 3. Dezember 1740 ein und verlieh es am 29. Januar 1741 an Biron's Nachfolger Burkhard Christoph von Münnich. Münnich wurde aber bereits im Mai 1741 entlassen und ebenfalls nach Sibirien verbannt. Friedrich Wilhelm I. zog das Lehen wiederum ein und ließ die kleine Herrschaft im weiteren Verlauf als Königliches Domänenamt bewirtschaften. Im Jahre 1745 bewohnte der Förster Wagner mit drei Unterförstern und drei Büdnern das Jagdhaus bei Biegenbrück. 1751 wurden elf Kolonisten angesetzt, welche im Forst am damaligen Friedrich-Wilhelm-Graben jeweils zehn Morgen Land erhalten hatten. Im Siebenjährigen Krieg erlitten die Biegenbrücker, genau wie die umliegenden Dörfer, verheerende Verwüstungen. 1772 lebten aber wieder 14 Kossäten und Büdner im Dorf. Das Forstrevier, die Müllroser Junkerheide umfasst im Jahre 1786 insgesamt 8885 Morgen 86 Quadratruten. 1801 wird neben dem Forsthaus auch ein Krug erwähnt. Im Forsthaus tat der königliche Oberförster seinen Dienst. Es gab insgesamt 16 Haushaltungen („Feuerstellen“), in denen 12 Büdner und 4 Einlieger lebten, insgesamt 121 Menschen (1805). 1831 hatte sich auch ein Zimmermann angesiedelt, und auf zwei Webstühlen wurde Leinen gewebt, allerdings in Nebenbeschäftigung. 1839 wurden das Amt Biegen aufgelöst, Biegenbrück wurde nun in der Folge vom Amt Frankfurt/Oder verwaltet. Bis 1840 hat sich Biegenbrück zu einem Ort mit 16 Wohnhäusern entwickelt. 1864 waren auch 21 Wirtschaftsgebäude vorhanden. Im Jahre 1882 hat sich die Landfläche der Ansiedler erheblich vergrößert, zwei Kossäten bewirtschaften zusammen 107 Morgen, die zwölf Büdner haben insgesamt 221 Morgen. Für 1900 werden 25 Häuser genannt, 1931 waren es bereits 31 Wohnhäuser mit 43 Haushaltungen. Die Gemarkung blieb jedoch klein: 1900 waren es 61 ha, 1931 92 ha. 1946 vergrößerte sich die Gemarkung durch eine weitere Waldzugabe von 14 ha. Die 1953 gegründete erste LPG Typ I wurde noch im selben Jahr wieder aufgelöst. 1959 erfolgt die erneute Gründung einer LPG Typ I, welche im folgenden Jahr endlich 29 Mitglieder mit 108 Hektar Fläche hatte. Als Typ III wurde sie jedoch bereits 1968 an die LPG in Müllrose angegliedert und verlor so ihre Eigenständigkeit. Biegenbrück blieb auch Sitz einer Försterei.
Durch die enge Verbindung zu Biegen war der Ort bis 1962 dort auch eingepfarrt, seit 1962 gehört Biegenbrück zur Kirche Müllrose. Biegenbrück wurde 1972 als Ortsteil nach Müllrose eingemeindet. Biegenbrück gehörte von 1816 bis 1950 zum Kreis Lebus. Es wurde von 1950 bis 1952 kurzzeitig dem Kreis Frankfurt (Oder) zugeordnet. 1952 kam es zum Kreis Fürstenberg (Oder), der 1961 in Kreis Eisenhüttenstadt-Land umbenannt wurde. 1990 bis 1993 wurde er wieder rückbenannt in Kreis Fürstenberg. Im Zuge der Kreisreform 1993 im Land Brandenburg ging der Kreis Eisenhüttenstadt-Land im neuen Kreis Landkreis Oder-Spree auf. Bereits 1992 war das Amt Schlaubetal gegründet worden, Müllrose wurde Sitz des Amtes. Nach der Hauptsatzung der Stad Müllrose ist Biegenbrück nun kein Ortsteil (mit eigenem Ortsbürgermeister) im Sinne der Kommunalverfassung mehr, sondern nur noch ein Gemeindeteil der Stadt Müllrose.

## Infrastruktur

### Verkehr
Die Bundesautobahn 12, welche von Frankfurt (Oder) nach Berlin verläuft führt nördlich an Biegenbrück vorbei und ist über die Auffahrt Müllrose zu erreichen. Außerdem verläuft die Ortsumgehung Müllrose B87, B87n ganz in der Nähe. Biegenbrück ist über die K6720 mit der Kernstadt Müllrose verbunden.

### Kurfürsteneiche

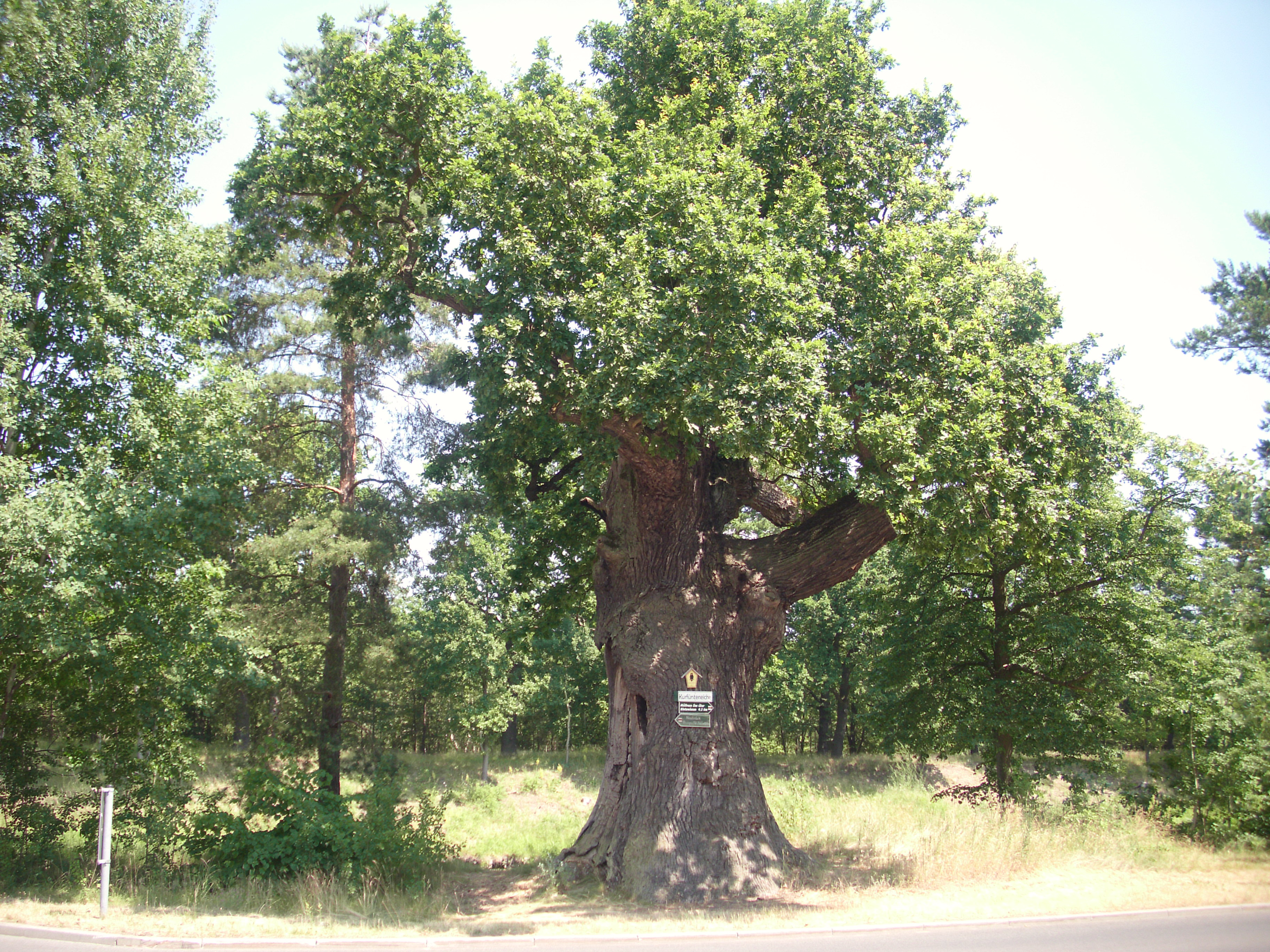
Kurfürsteneiche

Die Kurfürsteneiche gegenüber dem Kolonistenhaus wurde anlässlich der Kanaleinweihung 1668 gepflanzt und hat einen Brusthöhenumfang von 7,25 m.

### Bildung
Eine Grundschule und eine Oberschule befinden sich in Müllrose, weiterführende Schulen gibt es in Frankfurt (Oder).